# Gustave Lambert
Marie Joseph Gustave Adolphe Lambert, né à Grièges le 1er juillet 1824 et mort le 27 janvier 1871 des suites de ses blessures reçues lors de la bataille de Buzenval le 19 janvier 1871, est un hydrographe et navigateur français.

## Biographie
Originaire de l'Ain, exclu de l'École polytechnique pour indiscipline, Gustave Lambert arrive à Fécamp pour à peine plus d'un an et y exerce comme professeur de mathématiques pour les aspirants au brevet de capitaine.
Il est également militant républicain et s'implique dans les élections législatives qui suivent la fin de la monarchie de juillet. Il soutient à Fécamp le citoyen Paul Vasselin et prend part à une guerre médiatique entre le Journal de Fécamp et le Progressif cauchois. Les conservateurs l'emportent, conduisant Napoléon III à la présidence de la République.
Lambert quitte Fécamp pour Brest. Il devient hydrographe et tente pendant vingt ans de monter une expédition pour la conquête du Pôle Nord, espérant trouver une voie peu prise par les glaces. C'est ainsi qu'en 1865, il explore le nord du détroit de Béring, mais se heurte aux champs de banquise polaire qu'il ne parvient pas à franchir. De retour à Paris, il donne des conférences au cours desquelles il se dit persuadé qu'un navire bien équipé pourrait passer la barrière des glaces flottantes et naviguer librement jusqu'au pôle Nord. Ainsi naît le « projet Boréal », du nom du navire qui doit l'y amener. Il revient présenter son projet à Fécamp, mais il peine à obtenir les fonds nécessaires à l'équipement du Boréal, et malgré le soutien de Napoléon III, les souscriptions qu'il lance ont peu de succès. Ses efforts sont activement secondés par un jeune étudiant en médecine, Octave Pavy (1844-1884), qui se passionne à son côté pour l'exploration des Pôles. 
Gustave Lambert est blessé le 19 janvier 1871 lors de la bataille de Buzenval, en combattant l'artillerie prussienne. Le projet ne verra donc jamais le jour. L'associé de Lambert, Octave Pavy, poursuivra seul sa quête en se rendant en Amérique ; il périra dans le haut Arctique canadien quelques années plus tard, à l'issue de la terrible expédition d'Adolphus Greely (1882-1884), sans avoir trouvé la mer libre dont rêvait l'hydrographe. Il meurt des suites de ses blessures le 27 janvier 1871,. Le 30 janvier 1871, il est inhumé au cimetière du Père-Lachaise (62e division),, dans une concession offerte par la ville de Paris.

## Galerie
Deux affiches annonçant l'ascension en ballon du Pôle Nord, organisée par Gaston Tissandier et Wilfrid de Fonvielle, au bénéfice de l'expédition de Gustave Lambert, le dimanche 27 juin 1869 au Champ-de-Mars à Paris.

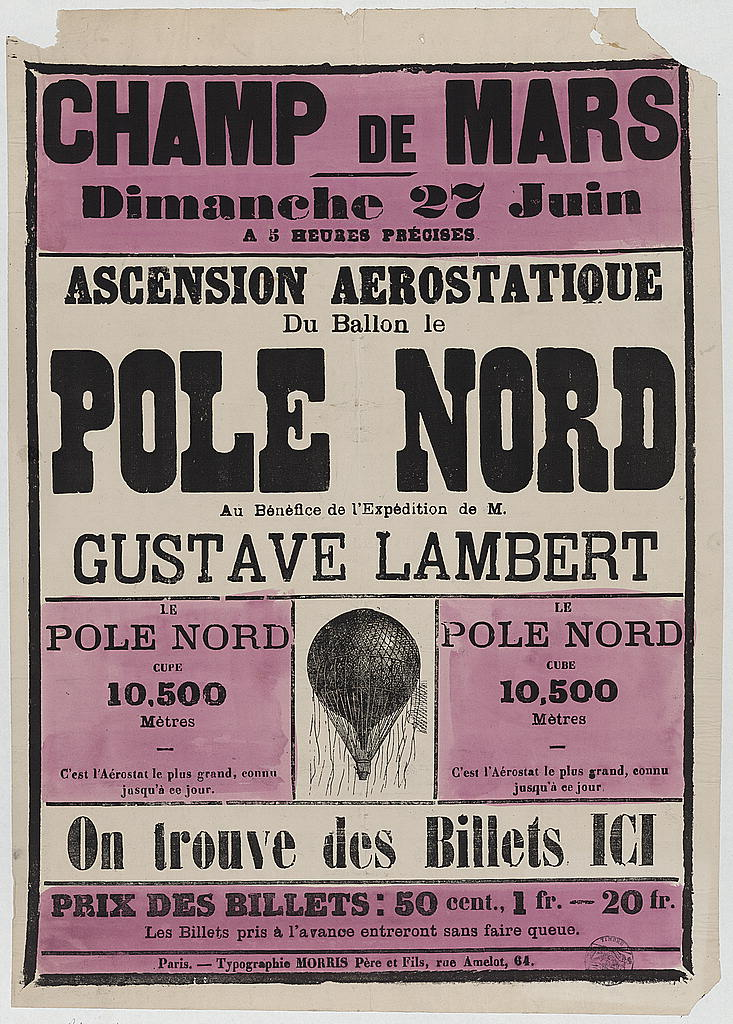
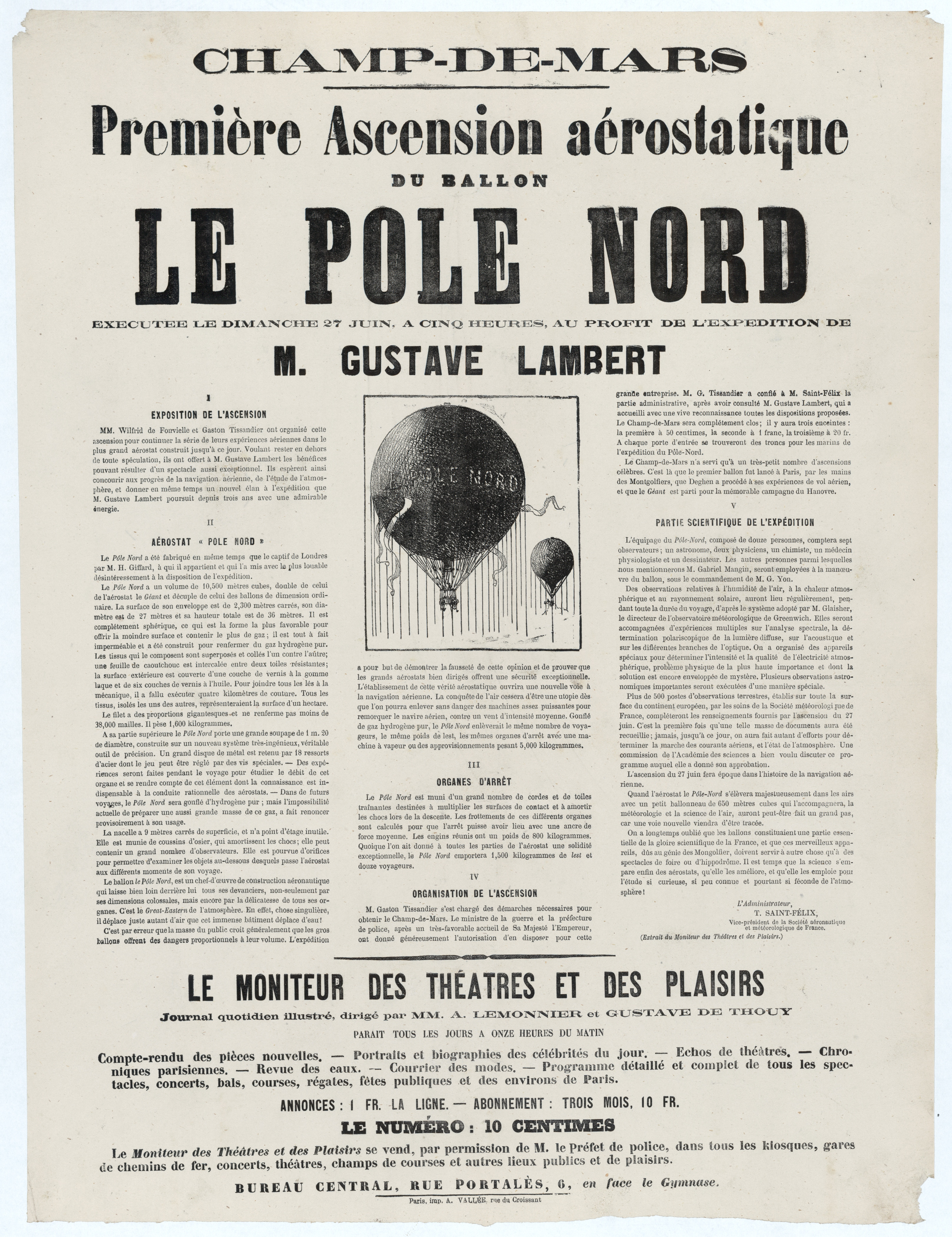

## Publications
- Projet de voyage au Pôle Nord, note lue à la Société de géographie, dans sa séance du 14 décembre 1866, extrait du Bulletin de la Société de géographie, 15 p., 1866.
- La Question du Pôle Nord, lettres adressées à M. Jules Duval, vice-président de la Société de géographie, directeur de l'Économiste français par Gustave Lambert, extrait de l'Économiste français, 48 p., 1867.
- L'Expédition au Pôle Nord, par Gustave Lambert, chef de l'expédition. Assemblée générale du 20 décembre 1867, extrait du Bulletin de la Société de géographie, 130 p., 1868.